# Mihai Murariu
Mihai Murariu (n. 24 aprilie 1984) este un compozitor și pianist român.